# Tuscola, Illinois
Tuscola là một thành phố thuộc quận Douglas, tiểu bang Illinois, Hoa Kỳ. Năm 2010, dân số của thành phố này là 4480 người.

## Dân số
Dân số qua các năm:
- Năm 2000: 4448 người.
- Năm 2010: 4480 người.